# Simone Pace
Simone Pace (Milano, 1º agosto 1963) è un batterista italiano appartenente al gruppo indie rock statunitense Blonde Redhead e fratello gemello del chitarrista e cantante del gruppo Amedeo Pace.

## Biografia
Lui e il suo fratello gemello Amedeo Pace, ora cantante e chitarrista dei Blonde Redhead, partirono a 13 anni da Milano per andare in Canada e poi successivamente negli Stati Uniti d'America, dove studiarono jazz a Boston.
Si trasferirono a New York, dove conobbero l'attuale cantante della band Kazu Makino, nel 1993, anno di formazione del gruppo.
Oltre alla batteria Simone, così come i suoi due colleghi, suona anche le tastiere.